# Geseling

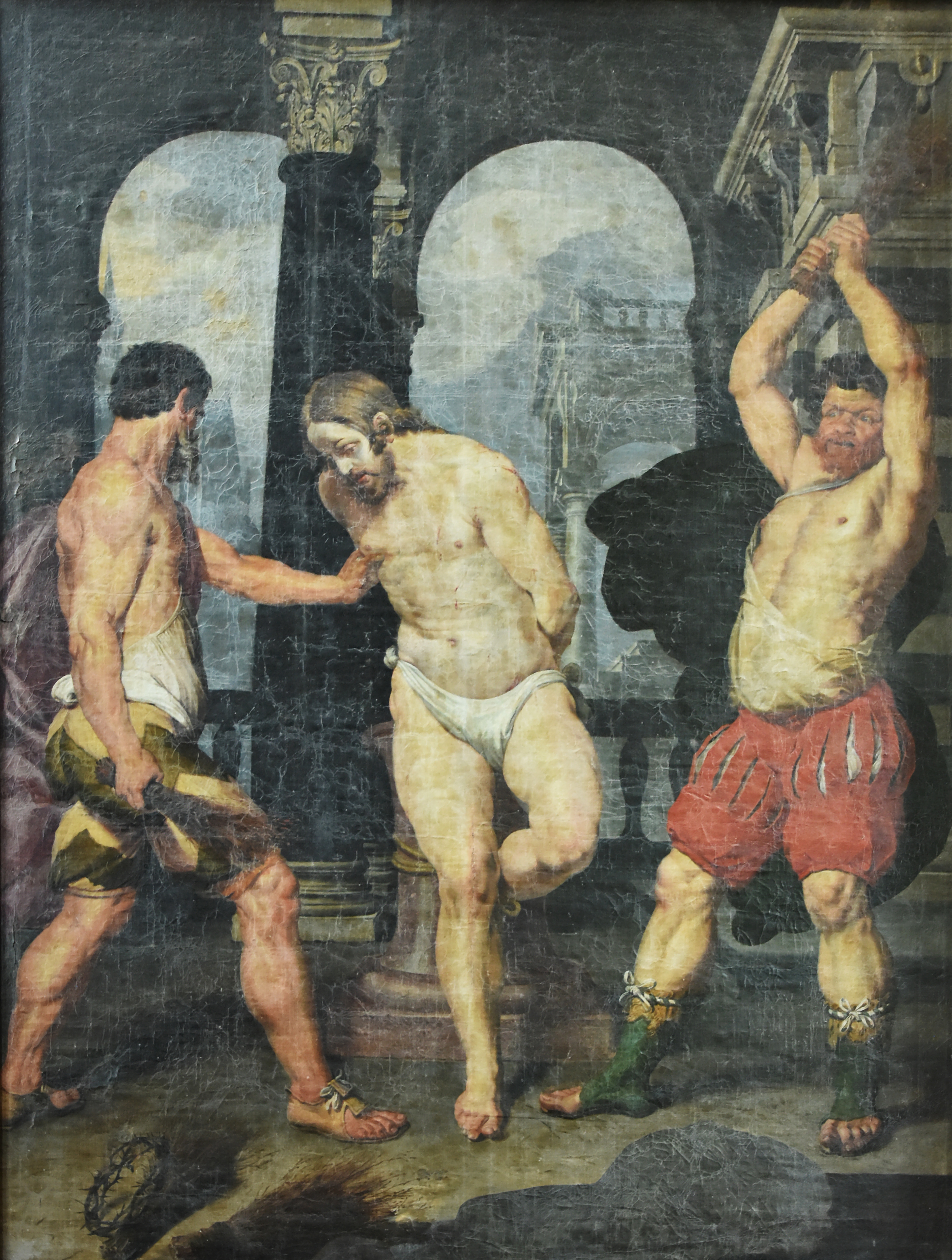
De geseling van Christus door Jan Janssens in de Sint-Michielskerk (Gent)

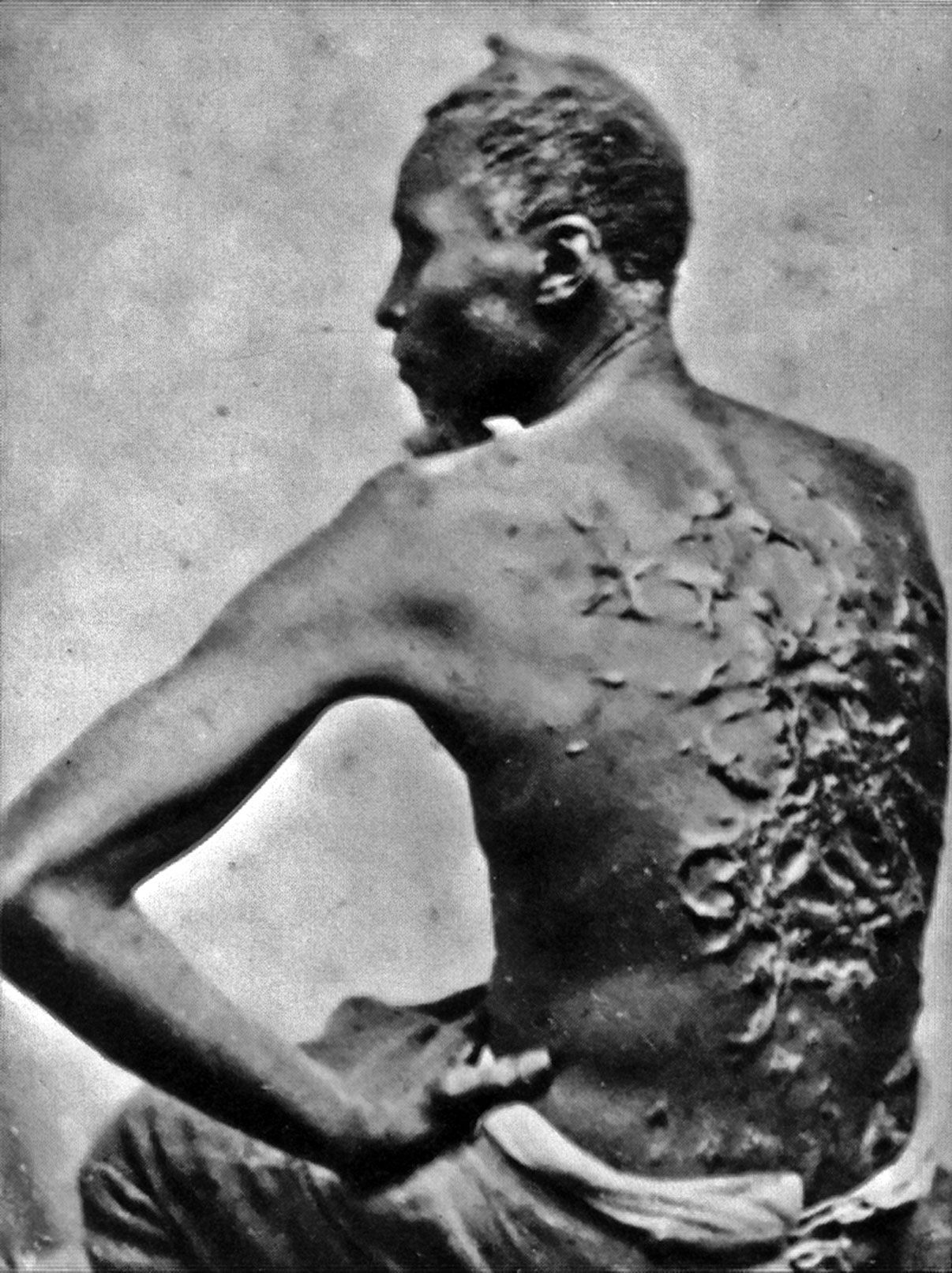
Keloïd door verminkende geseling bij de zwarte slaaf Gordon in 1863.

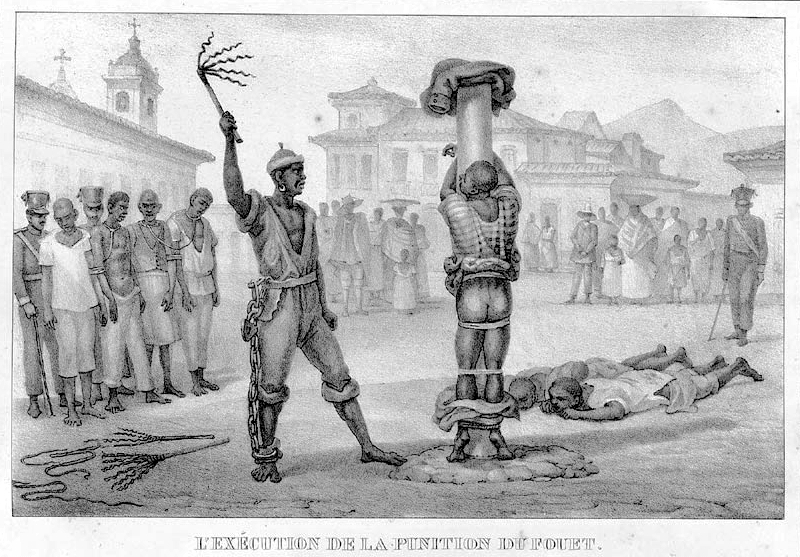
Een Braziliaanse slaaf voelt de geselkat

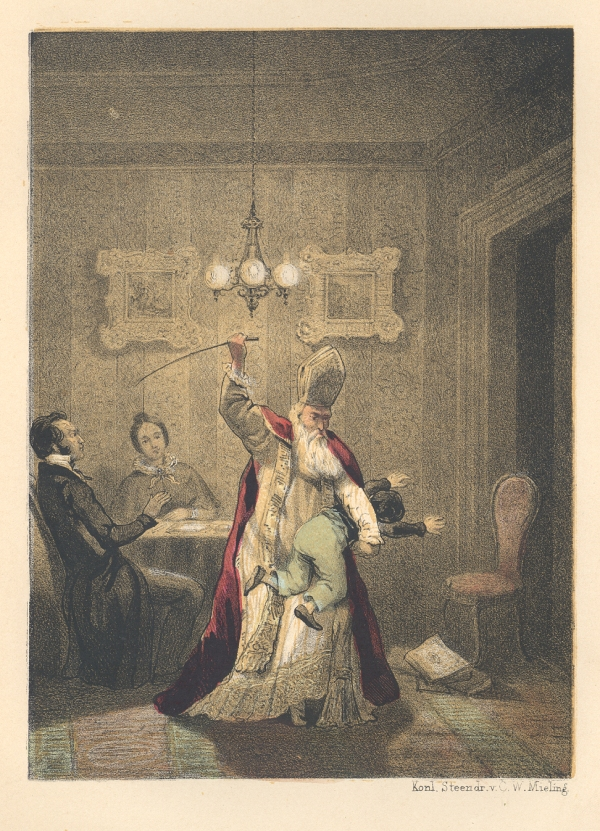
Sinterklaas straft een jongen, 1852

Geseling is een niet-verminkende lijfstraf door het toebrengen van slagen met een zweep, gesel, roede of stok. Sinds midden 19de eeuw is de geseling geleidelijk in veel landen afgeschaft (in Nederland in 1854). In de Zuidelijke Nederlanden verdween zij uit het strafrecht vanaf 1797. Tot de inwerkingtreding van de Wet tot vaststelling van een nieuwe Beginselwet gevangeniswezen op 1 juni 1953 kon in de Bijzondere strafgevangenis te Leeuwarden naast andere tuchtrechtelijke straffen ook de lijfstraf worden opgelegd. Van deze mogelijkheid werd echter nimmer gebruikgemaakt.
Vooral in Engeland bestond lange tijd verschil in mening in hoeverre geseling (flogging) een geschikte straf is om misdaad te bestrijden en de tucht op scholen te handhaven. In 1948 is daar bij de Criminal Justice Act de lichamelijke straf afgeschaft.
In de middeleeuwen was geseling ook wel in gebruik om een beklaagde tot bekentenis te dwingen.
In de kloosterlijke ascese werd de geseling als zelfkastijding gebruikt om zich aan Christus meer gelijkvormig te maken en om lichamelijke bekoringen te bedwingen (flagellanten).

## Geschiedenis
Het gebruik van de zweep als lijfstraf was ook in de westerse wereld eeuwenlang zeer gebruikelijk. Zo kende Groot-Brittannië tot de jaren 50 van de 20e eeuw, naast stokslagen en de roede, zweepslagen als straf voor muiterij en voor geweldpleging tegen gevangenisbewaarders. Tegenwoordig worden zweepslagen nog toegepast in bepaalde islamitische gebieden met de sharia voor delicten als het drinken van alcohol en ontucht door minderjarigen.
Bij de marine op zeilschepen werden lijfstraffen gegeven tot de eerste helft van de 19e eeuw. Wie iets ernstig had gedaan aan boord, o.a. diefstal, ongehoorzaamheid of vechten, werd door de kapitein, een andere (onder)officier (voor de lichtste feiten) of krijgsraad (in de zwaarste gevallen) veroordeeld tot een aantal -vaak dozijn(en)- zweepslagen, naargelang de ernst van de misdaad. Zwaardere straffen werden in twee dagen uitgevoerd, dus bijvoorbeeld eerst twee dozijn en een paar dagen later weer twee dozijn. De straf werd vaak uitgevoerd met de kat met de negen staarten (cat o' nine tails). Die gesel heeft negen koordstrengen met geknoopte uiteinden. Bij een typische uitvoering van zo'n straf moest iedereen aan boord aanwezig zijn om de geseling bij te wonen. De veroordeelde werd aan een houten rooster of het touwwant gebonden en zijn bovenlichaam werd ontbloot. Eventueel begeleid met tromgeroffel werd het exacte aantal slagen aan de gevonniste toegedeeld. Daarna werd hij van het want gehaald en kon zijn bebloede gestriemde rug door de chirurgijn worden verzorgd. Een dergelijke straf diende als waarschuwing voor iedereen aan boord. Zelden werd een onverbeterlijke persoon, na een extreem ernstige misdaad, nog strenger gestraft, bijvoorbeeld door kielhalen of het achterlaten op een eiland. Een lederen uitvoering van de kat was in zwang bij sommige landlegers en in strafkolonies.
Op plantages in westerse kolonies en de Zuidelijke staten van Noord-Amerika werden Afrikaanse slaven in de 19e eeuw, vaak door de foreman (opzichter) van de plantage-eigenaar, met zweepslagen gestraft, in gedwongen bijzijn van andere slaven. De slaaf of slavin werd bij ontsnappingspoging of een andere vergrijp dat in de ogen van de meesters een misdaad was, met de zweep bestraft. Na de Amerikaanse Burgeroorlog van 1861 tot 1865 werden private lijfstraffen afgeschaft, alsook de slavernij, maar niet de gerechtelijke, veelal uitgevoerd in gevangenissen.